# Ганс Ланда
Штандартенфюрер Ганс Ланда — вигаданий персонаж і головний антагоніст фільму Квентіна Тарантіно «Безславні виродки» 2009 року. Його роль зіграв австрійський актор Крістоф Вальц. За свою гру Вальц отримав широке визнання та отримав численні нагороди.

## Короткий зміст персонажа
Штандартенфюрер (полковник СС) Ганс Ланда — австрійський офіцер СС, якого прозвали «Мисливцем за євреями» за його дивовижну здатність знаходити євреїв, які переховувалися по всій окупованій Франції. Егоїстичний і честолюбний, Ланда дуже пишається своєю жахливою репутацією, вихваляючи своє прізвисько «Мисливець на євреїв» і використовуючи його, щоб порівнювати себе зі своїм босом Райнхардом Гейдріхом, якому, за його словами, не подобається прізвисько, яке дали йому жителі Праги («Шибениця»).
Коли хвиля війни повертається проти нацистів, він висміює це, натякаючи, що його робота полягає в тому, щоб знаходити та ловити людей, і той факт, що вони євреї, для нього не має значення. Окрім німецької, він також вільно володіє французькою, англійською та італійською мовами. Ганс Ланда розумний, опортуністичний, нещадний, але також обережний, ввічливий і чарівний персонаж за яким цікаво спостерігати. Однак наприкінці фільму він беззастережно міняє бік, щоб допомогти «Безславним виродкам» у вбивстві Гітлера та ряду представників нацистської партійної еліти в кінотеатрі. В обмін на свою роль у змові Ганс вимагає повного імунітету за свої військові злочини та різноманітних інших винагород і компенсацій. Уцілілі виродки залишають його живим, але вирізають свастику на його лобі, щоб усі завжди знали, що він нацист.
У 2019 році Тарантіно з'явився в подкасті Happy Sad Confused, де він обговорював долю Ланди після подій фільму. Тарантіно заявив, що полковник СС визнаний героєм у США та підручниках з історії за його участь у завершенні Другої світової війни та допомогу в убивстві Адольфа Гітлера, і що згодом він оселяється на острові Нантакет, де його залучають розкрити серію вбивств як аматора майстер детектива.

## Створення персонажа
Ганс Ланда заснований на Алоїсі Бруннері. Квентін Тарантіно розповів, що Ганс може бути найкращим з будь-коли прописаних ним персонажів. Спочатку він хотів бачити на цій ролі Леонардо Ді Капріо. Тоді Тарантіно вирішив, що персонажа має зіграти німецький актор. Зрештою роль дісталася австрійцеві Вальсу, який, за словами Тарантіно, «повернув мені мій фільм», оскільки він відчував, що фільм неможливо зняти без Ланди як персонажа, але побоювався, що ця роль «неможлива».
Коли Вальц проходив прослуховування на роль, він не мав попереднього листування з Тарантіно чи продюсером Лоуренсом Бендером, і вважав, що персонаж Ганса Ланди використовувався під час прослуховування для підбору інших ролей. Вальц заявив, що його найбільше вразили діалоги та глибина характеру.
Вальц описав характер Ланди як людину, яка розуміє, як влаштований світ, заявивши, що свастика для нього нічого не означає. Він додає, що ним не керує ідеологія, і що якби хтось назвав Ланду нацистом, він би уточнив, що це не так, заявивши, що те, що він носить нацистську форму, не означає, що він вірить у нацистську ідеологію. Описуючи кінцівку між «Безславними виродками» та Ландою, він описує його як «реалістичного аж до нелюдяності», додаючи, що він розуміє, що світ не складається з одних речей, і хоча ці речі можуть суперечити один одному, вони не обов'язково мають бути такими.

## Визнання
За роль Ланди Вальц отримав широке визнання критиків і отримав нагороду за найкращу чоловічу роль на Каннському кінофестивалі 2009 року . Завдяки ролі Ганса Ланди Вальц отримав багато пропозицій від режисерів зіграти ролі в їхніх фільмах.
Вальц був удостоєний кількох нагород за свою гру, включно з премією «Золотий глобус» за найкращу чоловічу роль другого плану та премією Гільдії кіноакторів у тій же категорії в січні 2010 року. Він також отримав BAFTA та премію «Оскар» за найкращу чоловічу роль другого плану. Актор, який став першим актором, який отримав Оскар за роль у фільмі Квентіна Тарантіно.